# Nürnberger Christkindlesmarkt

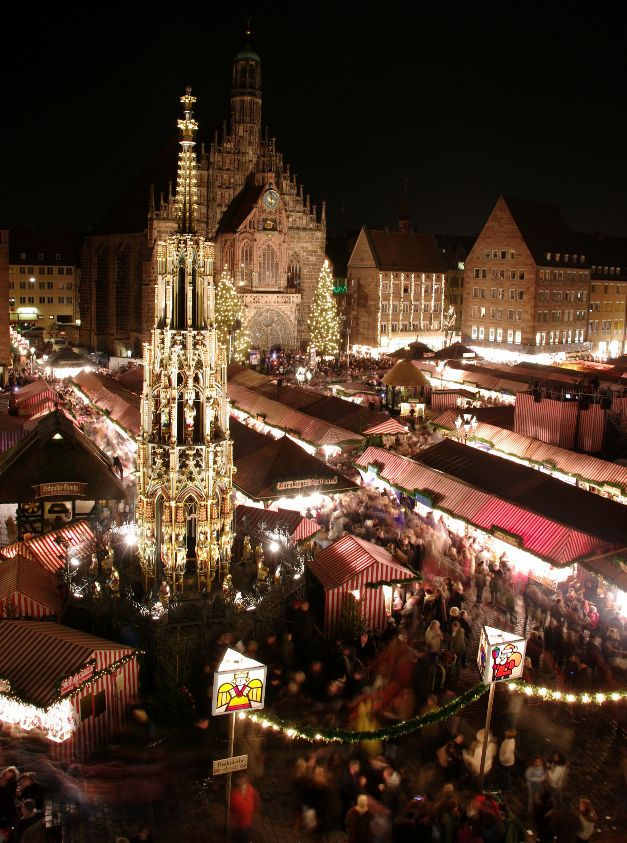
Der Christkindlesmarkt Nürnberg auf dem Hauptmarkt (2008)

Der Nürnberger Christkindlesmarkt ist ein Weihnachtsmarkt und findet jährlich im Advent in der Altstadt von Nürnberg auf dem Hauptmarkt und den angrenzenden Straßen und Plätzen statt. Er beginnt jeweils am Freitag vor dem ersten Adventssonntag und endet immer am 24. Dezember.
Mit über zweieinhalb Millionen Besuchern ist der Nürnberger Christkindlesmarkt einer der größten Weihnachtsmärkte in Deutschland und einer der bekanntesten auf der Welt.

## Geschichte

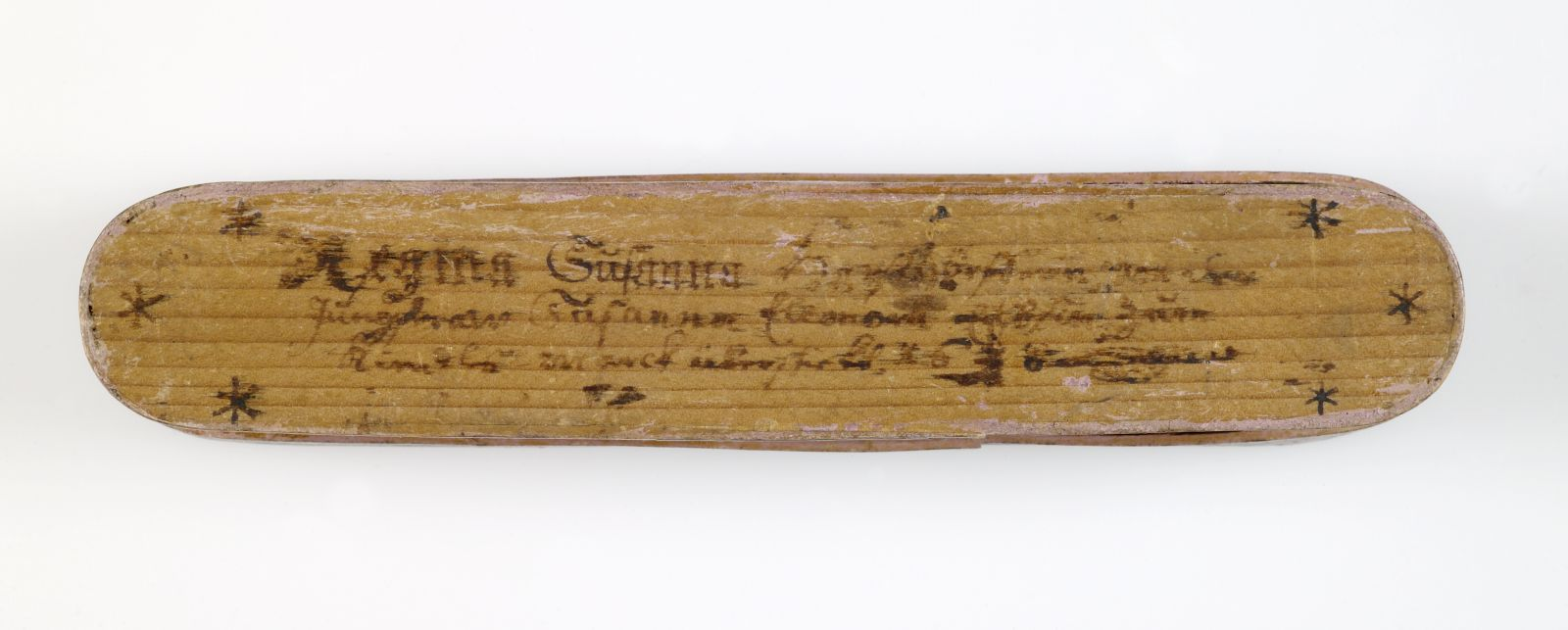
Schachtel „Christkindlesmarkt“, 1678, Germanisches Nationalmuseum

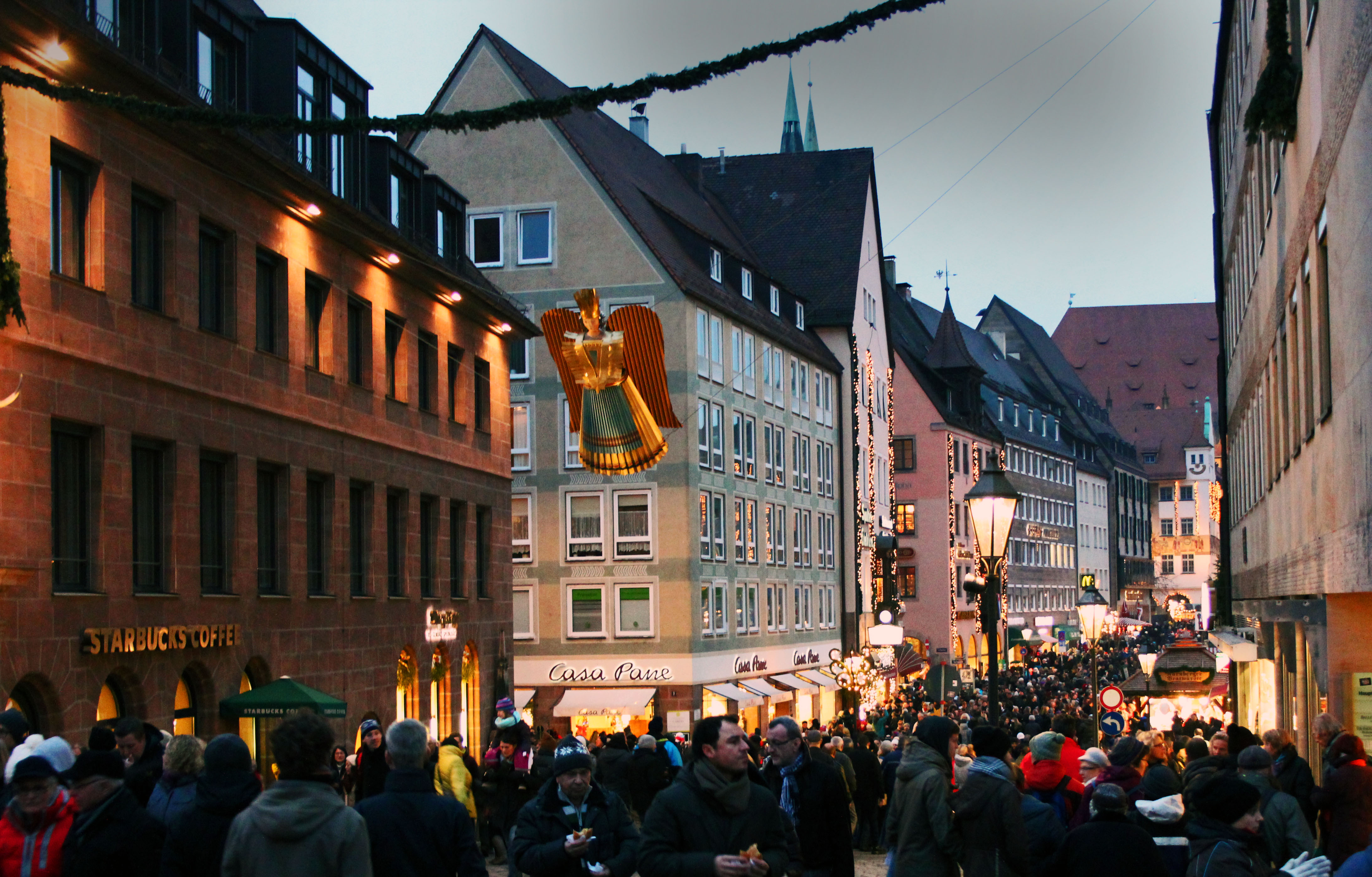
Zugang von der Fleischbrücke (2014)

### Entstehung und erste Entwicklung
Die Ursprünge des Nürnberger Christkindlesmarktes sind – trotz intensiver Nachforschungen durch verschiedene Historiker und Landesforscher – nicht bekannt. Der älteste Nachweis des Marktes ist jedoch eine Schachtel aus Nadelholz, auf deren Boden sich folgende Inschrift befindet: „Regina Susanna Harßdörfferin von der Jungfrau Susanna Eleonora Erbsin [oder Elbsin] zum Kindles-Marck überschickt 1628“. Gegenwärtig befindet sich die Schachtel im Besitz des Germanischen Nationalmuseums in Nürnberg. Der Nürnberger Historiker und Stadtarchivar Horst-Dieter Beyerstedt verweist auf einen „Ratsverlaß“ im Jahr 1610, in dem die „Beschlagnahme unzüchtiger Artikel“ angeordnet wurde. Hier ist erstmals von einem „Kindleinsbescheren“ die Rede, in weiteren Verlaßen auch von „Weihnachtszeit“. Ob diese jedoch im Zusammenhang mit dem Christkindlesmarkt steht, ist unklar.
Historiker gehen davon aus, dass sich der Markt von da an bis 1639 aus herkömmlichen Verkäufen auf dem Wochenmarkt entwickelt hat und langsam zum eigenständigen Markt wurde. Die Grundlage sieht Beyerstedt in der durch Reformator Martin Luther veränderten Schenkungspraxis, die die Bescherung vom Nikolaustag auf Heiligen Abend verschob. Dieser Brauch setzte sich auch im evangelischen Nürnberg durch. Der Name „Christkendleinsmarck“ ist spätestens durch eine Stadtgeschichte aus dem Jahr 1697 dokumentiert.
Aus dem Jahr 1737 ist eine Liste überliefert, welche zeigt, dass fast alle Nürnberger Handwerker, nämlich 140 Personen, berechtigt waren, auf dem Markt ihre Waren anzubieten.

### 19. Jahrhundert bis zum Ende des Zweiten Weltkrieges

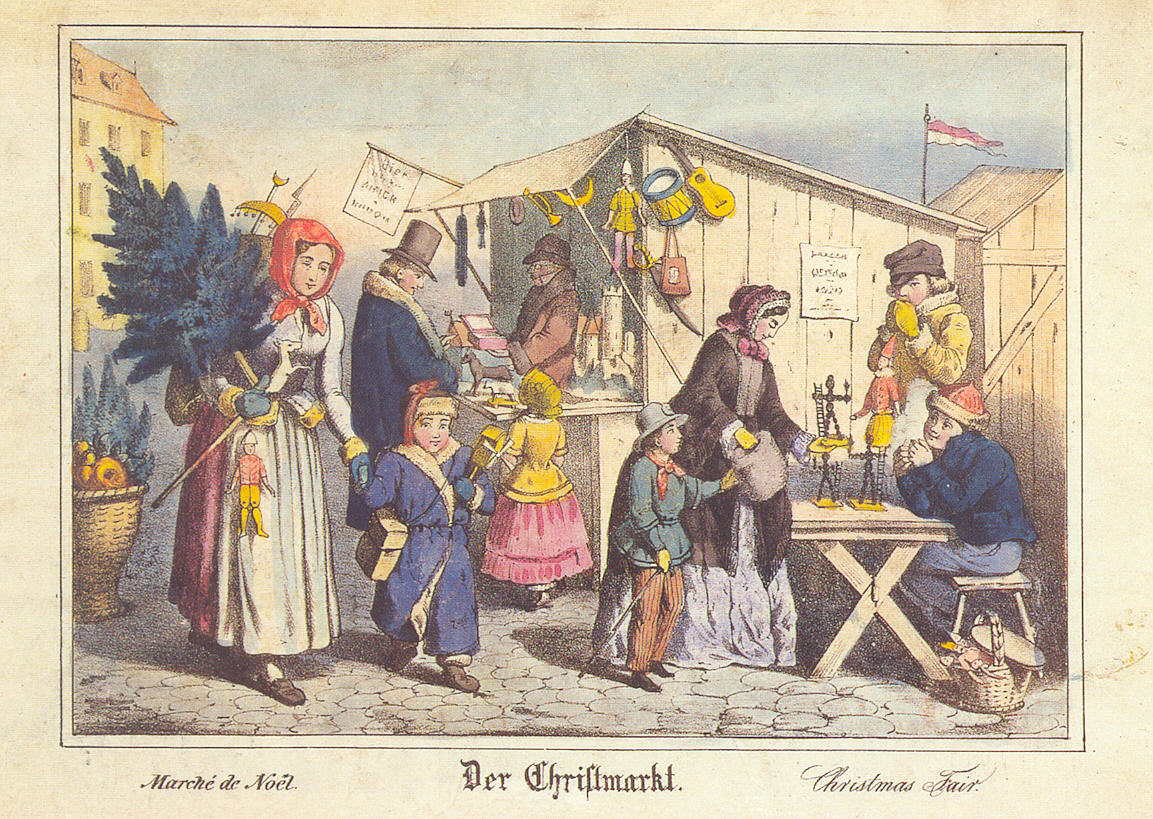
Christkindlesmarkt im 19. Jahrhundert (Lithografie)

Da der Markt Ende des 19. Jahrhunderts immer mehr an Bedeutung verlor, wechselte er mehrmals den Standort, ehe in den 1930er-Jahren eine Wiederbelebung beschlossen wurde. Unter der nationalsozialistischen Stadtregierung wurde der Christkindlesmarkt aufgrund seiner langen Tradition dazu benutzt, das Image Nürnbergs als „des Deutschen Reiches Schatzkästlein“ zu festigen und den Jahresfest-Kalender zu füllen. Im Jahr 1933 wurde der Markt auf dem Hauptmarkt – damals Adolf-Hitler-Platz – mit einer „verklärend romantischen Feier“ wiedereröffnet. Das Eröffnungsprogramm bestand daraus, dass eine als Christkind verkleidete Schauspielerin, begleitet von zwei Rauschgoldengeln, einen Vorspruch rezitierte. Das Eröffnungsgedicht vom 4. Dezember 1933 enthielt „das völkische Pathos der Zeit“: „An dieser hehren Stätte, die Deutschlands Führer weihten, und wo sich Nürnbergs Bürger voreinst als Kinder freuten …“ sowie „In diesem Weihnachtsglauben wird Deutschland glücklich sein.“ Hierzu sang ein Kinderchor. Kirchenglöckengeläut rundete die Veranstaltung ab.
Während des Zweiten Weltkriegs (1939 bis 1945) wurde der Christkindlesmarkt nicht durchgeführt, da Nürnberg aus Angst vor Luftangriffen bei Dunkelheit unbeleuchtet sein sollte. In den Kriegsjahren bis 1942 wurde jedoch auf dem Hans-Sachs-Platz mit dem sog. Weihnachtswarenmarkt ein Ersatzmarkt ausgerichtet.

### Nachkriegszeit bis heute

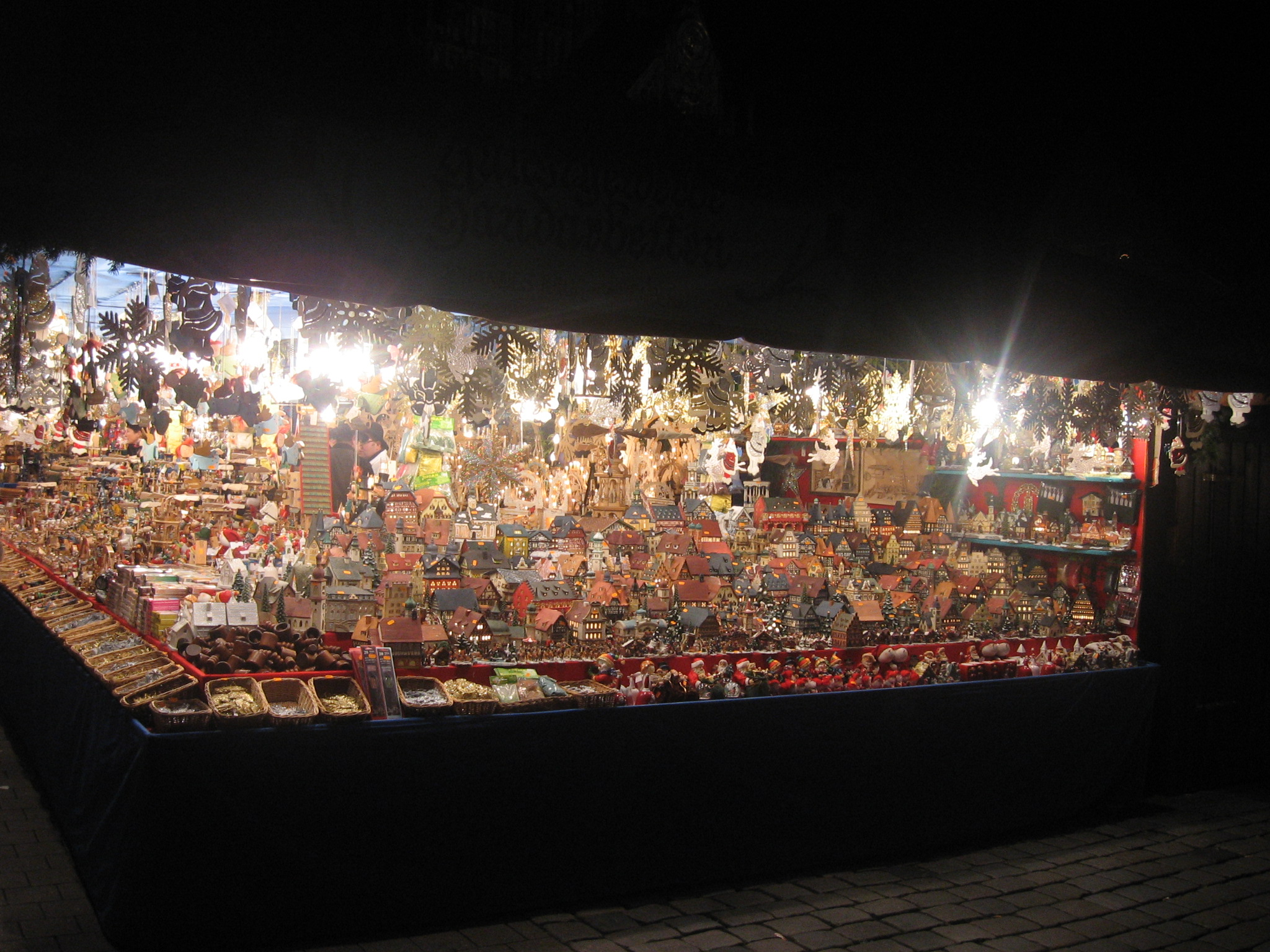
Stand am Christkindlesmarkt (2009)

Im Jahr 1948 wurde der Christkindlesmarkt zum ersten Mal seit Beginn des Zweiten Weltkrieges wieder abgehalten.
Der Markt wurde ursprünglich am Barbaratag, dem 4. Dezember, eröffnet. Aufgrund zu großer Besuchermassen wurde der Eröffnungstag dann aber 1973 auf den Freitag vor dem ersten Advent verlegt, an dem nun auch der Prolog von Bläsern der Stadt Nürnberg und dem jungenChor nürnberg zusammen mit Schulchören der Stadt musikalisch begleitet wird.
In den Jahren 2020 und 2021 wurde der Weihnachtsmarkt wegen der COVID-19-Pandemie abgesagt.

## Angebot
Ungefähr 200 Händler bieten Waren an, die schwerpunktmäßig in der Tradition von Nürnberg stehen. Beispiele hierfür sind die Nürnberger Lebkuchen, Früchtebrot und typischer Christbaumschmuck, wie Rauschgoldengel. Die „Nürnberger Zwetschgenmännla“, Figuren aus getrockneten Pflaumen, werden u. a. mit dem fränkischen Spruch „Willsd an, der di ned ärchern ko, nou kaffsder hald an Zwedschgermoo“ (hochdeutsch etwa: „Willst Du einen, der Dich nicht ärgern kann, dann kauf Dir doch einen Zwetschgenmann“) beworben.
Zur Stärkung während des Marktbummels werden unter anderem Nürnberger Rostbratwürste und Glühwein angeboten. Mitarbeiter des Marktamtes kontrollieren die Gestaltung der Buden und das Warenangebot. So ist beispielsweise die Verwendung von Tannengirlanden aus Plastik untersagt. Seit 1981 verleiht die Stadt Nürnberg jedes Jahr für die in Design und Angebot ansprechendsten Buden den „Zwedschgermoo“ in Gold, Silber und Bronze.

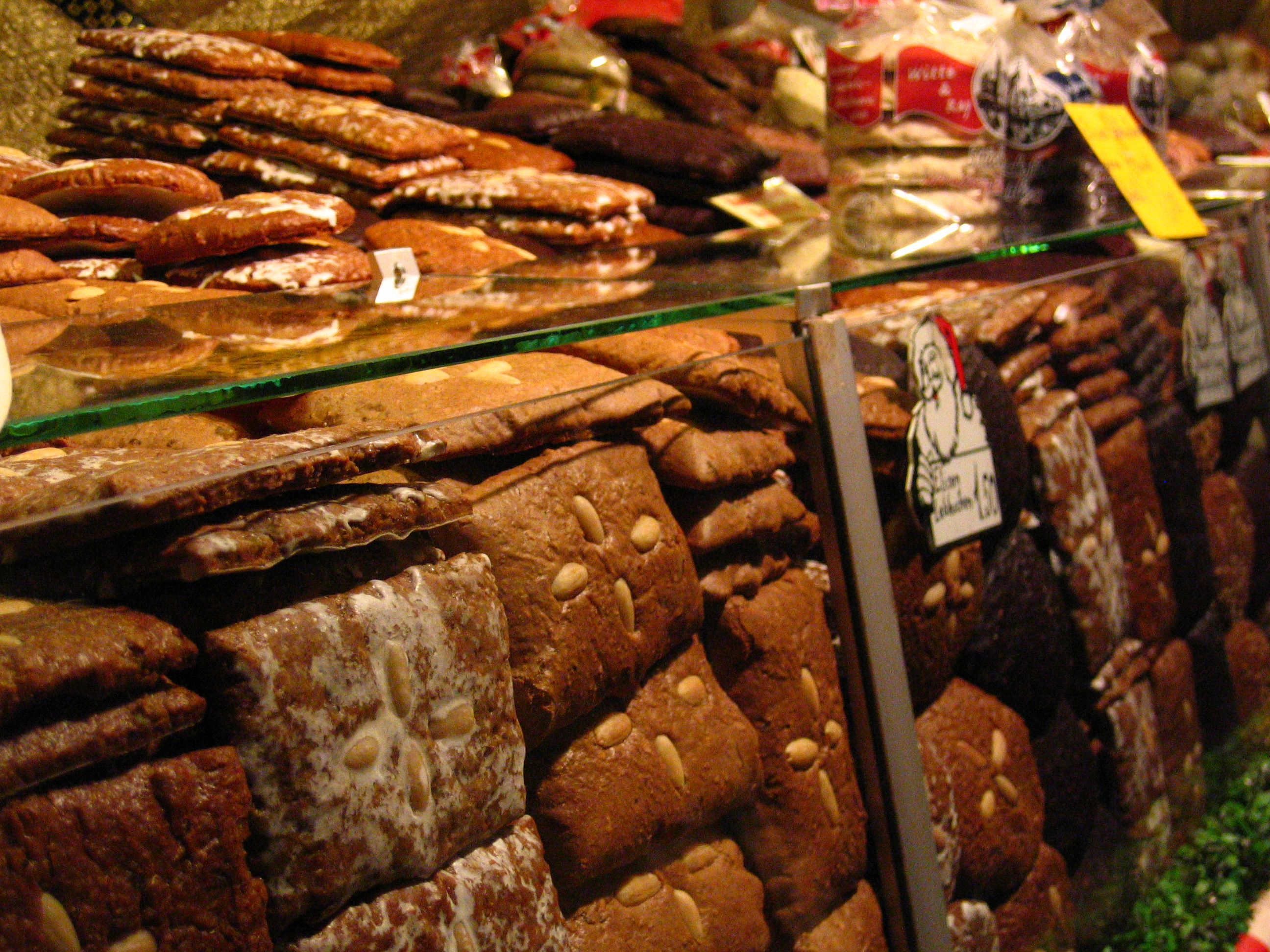
Nürnberger Lebkuchen am Christkindlesmarkt (2008)
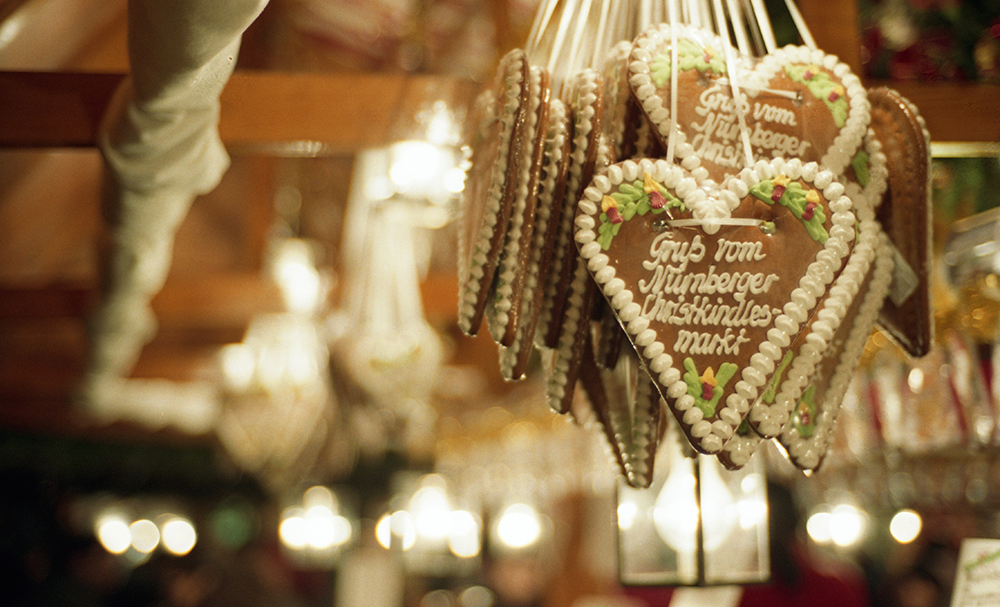
Lebkuchenherzen vom Christkindlesmarkt (2010)
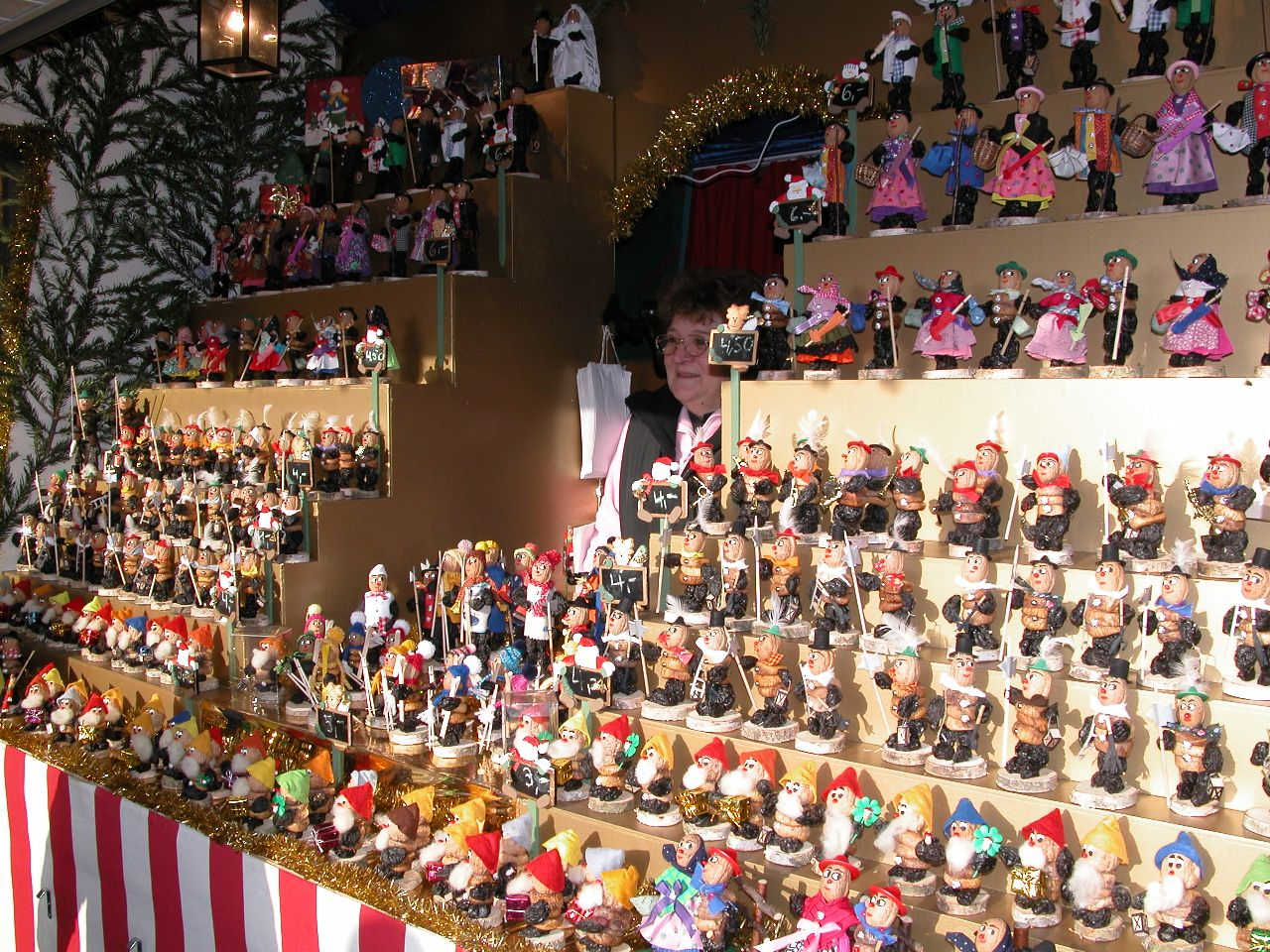
Stand mit Zwetschgenmännla (2006)
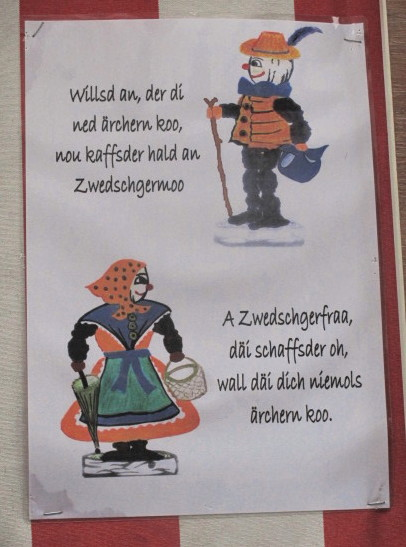
Spruch zu den Zwetschgenmännla (2011)

## Orte und Umfang

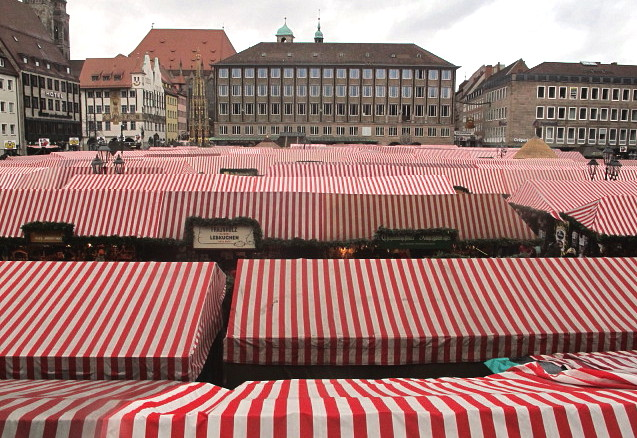
„Städtlein aus Holz und Tuch“ (2011)

### Lage
Der Christkindlesmarkt fand lange Zeit am Nürnberger Hauptmarkt statt. Von 1898 bis 1917 zog er auf die Insel Schütt um, danach an die Fleischbrücke. 1933 kehrte der Markt dann wieder an seinen ursprünglichen Platz zurück.
Der gegenwärtige Christkindlesmarkt umfasst etwa 180 Holzbuden, die traditionsgemäß mit rot-weiß gestreiftem Stoff dekoriert sind. Daher leitet sich der Beiname des Marktes als „Städtlein aus Holz und Tuch“ aus dem Prolog ab.

### Weihnachtskrippe
Im Zentrum des Marktes steht ein offen einsehbares, fünfeckiges pavillonähnlich gebautes Krippengebäude, in dessen Inneren die Weihnachtsgeschichte nachgezeichnet wird. Das Krippengebäude ist aus handbehauenen Holzbalken gefertigt und mit einem Strohdach abgedeckt. Auf dem Dach prangt ein leuchtender Stern. Ungefähr 30 Figuren aus gedrechseltem Holz und beweglichen Gliedern von ca. 50 Zentimeter Größe und – bis auf wenige Figuren – in fränkischer Tracht, bilden die Weihnachtsgeschichte nach. Etwa 15 Tiere, darunter Schafe, Kamele, Ochs und Esel, runden das Krippengeschehen ab. Der Bau der Krippe geht auf die Anregung des Stadtbaudirektors Paul Seegy, 1934, zurück. Bildhauer Max Renner und Kunsthandwerkerin Bertl Kuch wurden mit der künstlerischen Umsetzung betraut. 1935 wurde die Krippe erstmals auf dem Markt aufgestellt. Die Figuren überstanden den Krieg relativ unbeschadet und wurden 1948 von Renner und Kuch einer Restaurierung unterzogen.

### Markt der Partnerstädte
Am Rathausplatz findet seit 1998 auch ein Markt der Partnerstädte statt. Dort sind Stände aufgebaut, die verschiedene Spezialitäten und sonstige Produkte aus den jeweiligen Ländern der Partnerstädte und der Städtefreundschaften Nürnbergs verkaufen.
Die Stände der Partnerstädte kommen aus den folgenden Städten bzw. Regionen:
- Antalya in der  Türkei,
- Atlanta in den  Vereinigten Staaten,
- Brașov (Kronstadt) in  Rumänien,
- Córdoba in  Spanien,
- Chadera in  Israel,
- Charkiw in der  Ukraine,
- Gera in  Thüringen /  Deutschland,
- Glasgow in  Schottland /  Vereinigtes Königreich,
- Kavala in  Griechenland,
- Krakau in  Polen,
- Nizza in  Frankreich,
- Prag in  Tschechien,
- San Carlos in  Nicaragua,
- Shenzhen in der  Volksrepublik China,
- Skopje in  Nordmazedonien,
- Venedig in  Italien.

Weiterhin sind Stände von befreundeten Kommunen beteiligt:
- Aného in  Togo[19]
- Bar in  Montenegro,
- Klausen und Montan in  Südtirol /  Italien (seit 2007),
- Département Corrèze in  Nouvelle-Aquitaine /  Frankreich (Limoges als Partnerstadt von Nürnbergs westlicher Nachbarstadt Fürth),
- Santiago de Cuba in  Kuba,
- Verona in  Italien,
- Patengemeinde Kalkudah in  Sri Lanka.[20]

### Kinderweihnacht

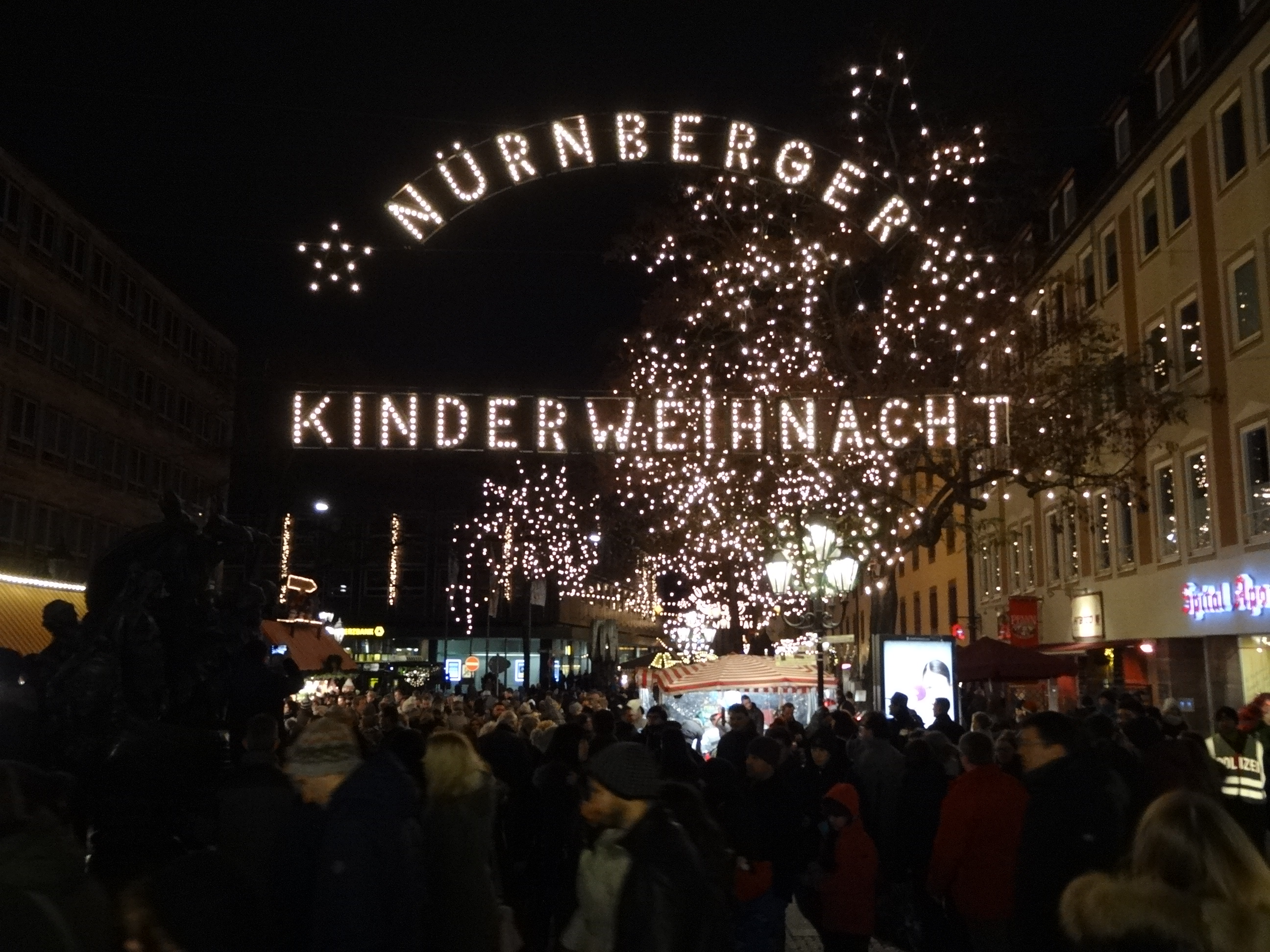
Zugang zur Kinderweihnacht (2014)

Nicht weit entfernt vom Hauptmarkt, auf dem Hans-Sachs-Platz, wird seit 1999 die Nürnberger Kinderweihnacht, eine kindgerechte Ergänzung zum Christkindlesmarkt, ausgerichtet. Ein Krippenweg, der Krippen aus verschiedenen Epochen präsentiert, verbindet den Christkindlesmarkt am Hauptmarkt mit dem Markt für Kinder. Hier können Kinder mehrere Mitmachangebote wie Kerzenziehen, Bastelbude, Glaswerkstatt oder Plätzchenbacken, wovon einige kostenlos sind, nutzen. Ein Karussell ist ebenso vorhanden, wie der Weihnachtsmann, der für Fotos und Kinderwünsche zur Verfügung steht. Im nahe gelegenen Sternenhaus wird für Kinder ab 4 Jahren Theater, Musik und Zauberei angeboten.

## Nürnberger Christkind

### Geschichte und Hintergrund

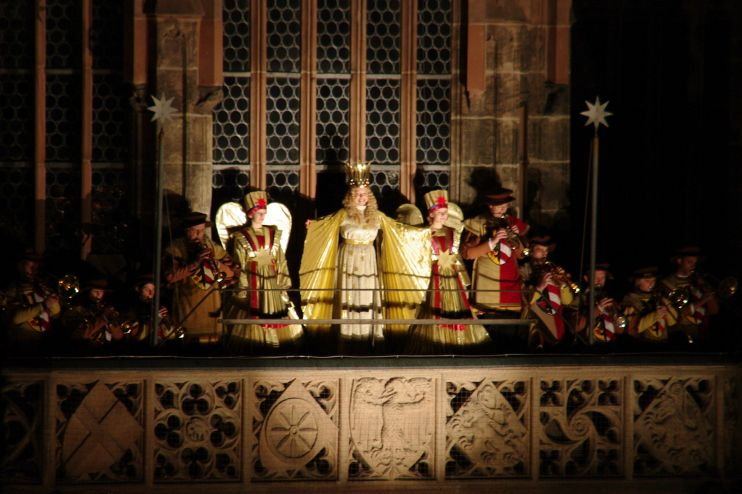
Prolog zur Markteröffnung auf dem Balkon der Frauenkirche (2009)

Von 1933 bis 1938 stellte die junge Stadttheater-Schauspielerin Renate Timm das Christkind dar. Während der nachfolgenden Kriegsjahre bis 1945 entfiel der Christkindlesmarkt. In dieser Zeit gab es bescheidene Notweihnachtsmärkte. Das erste Christkind nach dem Zweiten Weltkrieg stellte die Schauspielerin Sofie Keeser mit neuem Eröffnungsprolog von 1948 bis 1960 dar, die Schauspielerin Irene Brunner folgte bis 1968. Seit 1969 wird unter Mitwirkung der Öffentlichkeit alle zwei Jahre eine neue Laiendarstellerin zum Christkind gewählt.
In der Adventszeit 2019 hatte das Christkind über 160 Termine zu bewältigen.
Die Vorgängerin vertritt das aktuelle Christkind und hat dabei auch Termine im Ausland, zu denen es Weihnachtsmärkte u. a. in den USA eröffnet.

### Wahl

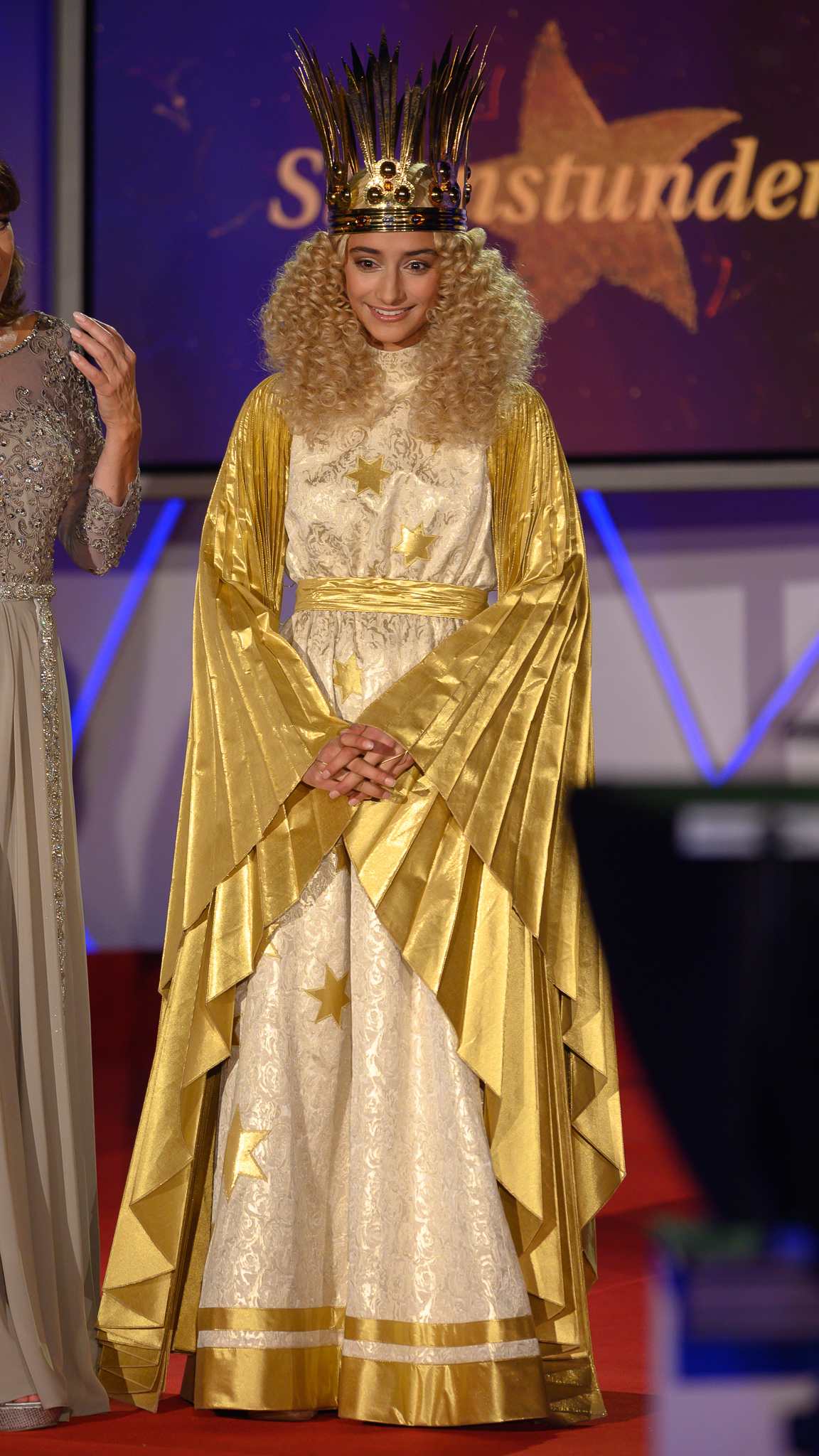
Nürnberger Christkind bei der Sternstunden-Gala 2019

Bewerberinnen für das Amt des Christkindes müssen ihren Wohnsitz seit längerem in Nürnberg haben sowie ein Alter von 16 bis 19 Jahren, eine Körpergröße über 160 cm und Schwindelfreiheit aufweisen. Aus den Bewerbungen, die diesen Bedingungen entsprechen, treffen Marketingvertreter der Stadt, das amtierende Christkind und Medienvertreter eine Vorauswahl von zwölf Kandidatinnen. In einer öffentlichen Abstimmung innerhalb von 1–2 Wochen danach darf jeder für seine Favoritin über die Webseite des Christkindlesmarktes, per E-Mail oder Postkarte voten. Die Sechs mit den meisten Stimmen treten vor eine Jury bestehend aus dem amtierenden Christkind, Vertretern von Stadt, Marktamt, Congress- und Tourismuszentrale, Staatstheater Nürnberg, Tageszeitungen und Rundfunksendern, beantworten Fragen zu ihrer Person und tragen ein Gedicht sowie den Prolog zur Eröffnung des Christkindlesmarktes vor, ehe sich die Jury für eine von ihnen entscheidet.

### Prolog
Ein Gedicht zur Einweihung des Christkindlesmarktes wurde erstmals 1933 bei der Entscheidung, ein Nürnberger Christkind zu stellen, verfasst. Der damalige Text lautete:
Nürnberg! Wie lieb ich immer Dich schöne deutsche Stadt,

Die ihresgleichen nirgends in deutschen Landen hat.

Doch als vor vielen Jahren man meinen Markt mir nahm

Und dann vors Tore mich jagte, da wurde ich euch gram.

Doch neue Zeiten kamen und Deutschland ist erwacht!

Und hat zu Ehren wieder den alten Brauch gebracht.

An dieser hehren Stätte, die Deutschlands Führer weihten,

Und wo sich Nürnbergs Bürger voreinst als Kinder freuten.

Soll man alljährlich wieder zur frohen Weihnachtszeit,

Wenn jedes brave Kindlein sich auf mein Kommen freut,

Der Christmarkt neu entstehen, in seiner alten Pracht,

Und seine Schätze zeigen, von emsiger Hand gemacht.
Nach dem Zweiten Weltkrieg schuf der Chefdramaturg der Nürnberger Städtischen Bühnen Friedrich Bröger (1912–1973), ein Sohn des Arbeiterdichters Karl Bröger, einen neuen Prolog, der seit 1948 jedes Jahr zur Eröffnung des Marktes von der Darstellerin des Christkindes gesprochen wird.
Bis 1966 wurde der Prolog im Mittelteil mehrfach der Zeit angepasst, auch danach gab es immer wieder Anpassungen. Der Text von 2018 lautete:

„Ihr Herrn und Frau’n, die Ihr einst Kinder wart, Ihr Kleinen, am Beginn der Lebensfahrt, ein jeder, der sich heute freut und morgen wieder plagt: Hört alle zu, was Euch das Christkind sagt!
In jedem Jahr, vier Wochen vor der Zeit, da man den Christbaum schmückt und sich aufs Feiern freut, ersteht auf diesem Platz, der Ahn hat’s schon gekannt, was Ihr hier seht, Christkindlesmarkt genannt.
Dies Städtlein in der Stadt, aus Holz und Tuch gemacht, so flüchtig, wie es scheint, in seiner kurzen Pracht, ist doch von Ewigkeit. Mein Markt bleibt immer jung, solang’ es Nürnberg gibt und die Erinnerung.
Denn alt und jung zugleich ist Nürnbergs Angesicht, das viele Züge trägt. Ihr zählt sie alle nicht! Da ist der edle Platz. Doch ihm sind zugesellt Hochhäuser dieses Tags, Fabriken dieser Welt.
Die neue Stadt im Grün. Und doch bleibt’s alle Zeit, Ihr Herrn und Frau’n: das Nürnberg, das Ihr seid. Am Saum des Jahres steht nun bald der Tag, an dem man selbst sich wünschen und andern schenken mag.
Doch leuchtet der Markt im Licht weit und breit, Schmuck, Kugeln und selige Weihnachtszeit, dann vergesst nicht, Ihr Herrn und Frau’n, und bedenkt, wer alles schon hat, der braucht nichts geschenkt.
Die Kinder der Welt und die armen Leut’, die wissen am besten, was Schenken bedeut’. Ihr Herrn und Frau’n, die Ihr einst Kinder wart, seid es heut’ wieder, freut Euch in ihrer Art. Das Christkind lädt zu seinem Markte ein, und wer da kommt, der soll willkommen sein.“

Der Prolog ist der erste offizielle Auftritt und wird vom Balkon der Frauenkirche Richtung Hauptmarkt gesprochen. Dabei wird das Christkind mit einem Seil gesichert.

### Darstellerinnen
Übersicht aller Nürnberger Christkinder:
- 1933–1938: Renate Timm[7]
- 1948–1960: Sofie Keeser
- 1961–1968: Irene Brunner
- 1969–1970: Gabriele Bergmann
- 1971–1972: Gudrun Bauer
- 1973–1974: Inge Eichenseer-Götz
- 1975–1976: Michaela Kraus-Tröger
- 1977–1978: Birgit Schirlitz-Hueber
- 1979–1980: Ruth Klinger-Scheil
- 1981–1982: Heike Steinbauer-Vlad
- 1983–1984: Claudia Stühler
- 1985–1986: Tanja Zimmermann-Steinmetz
- 1987–1988: Doris Kormann-Reinelt
- 1989–1990: Sandra Niederberger-Hartmann
- 1991–1992: Andrea Bieg
- 1993–1994: Barbara Zillgens-Reim
- 1995–1996: Sandra Schöttner
- 1997–1998: Katrin Urschel
- 1999–2000: Stephanie Jank-Rieder
- 2001–2002: Marisa Sánchez
- 2003–2004: Christin Strauber
- 2005–2006: Eva Sattler
- 2007–2008: Rebekka Volland
- 2009–2010: Johanna Heller
- 2011–2012: Franziska Handke
- 2013–2014: Teresa Treuheit
- 2015–2016: Barbara Otto
- 2017–2018: Rebecca Ammon
- 2019–2020: Benigna Munsi
- 2021–2022: Teresa Windschall
- 2023–2024: Nelli Lunkenheimer
- 2025–2026: Nora Falk